# Lithacodia cuprea
Lithacodia cuprea là một loài bướm đêm trong họ Noctuidae.